# Dikanda

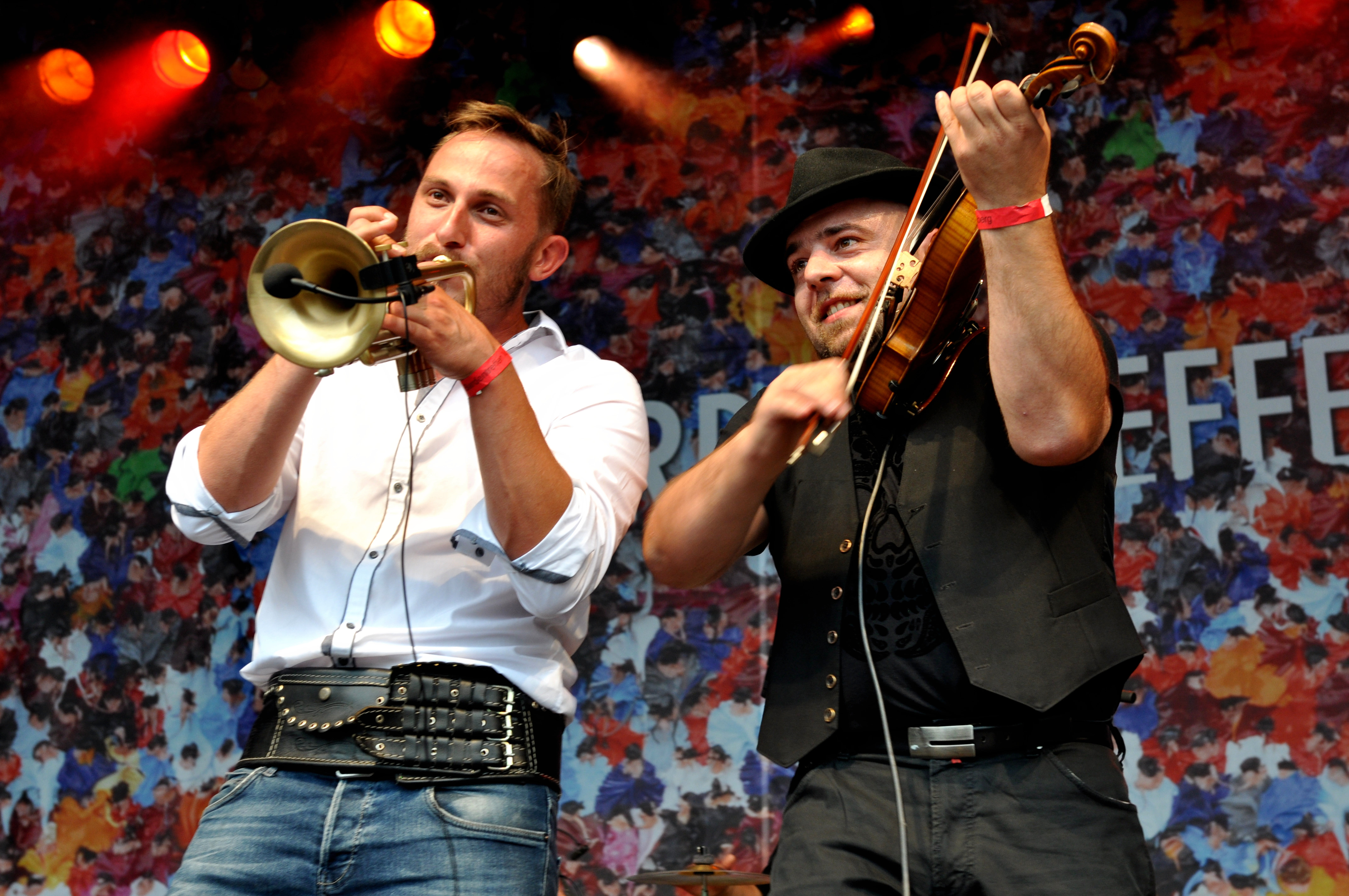
Dikanda beim Bardentreffen 2015 in Nürnberg

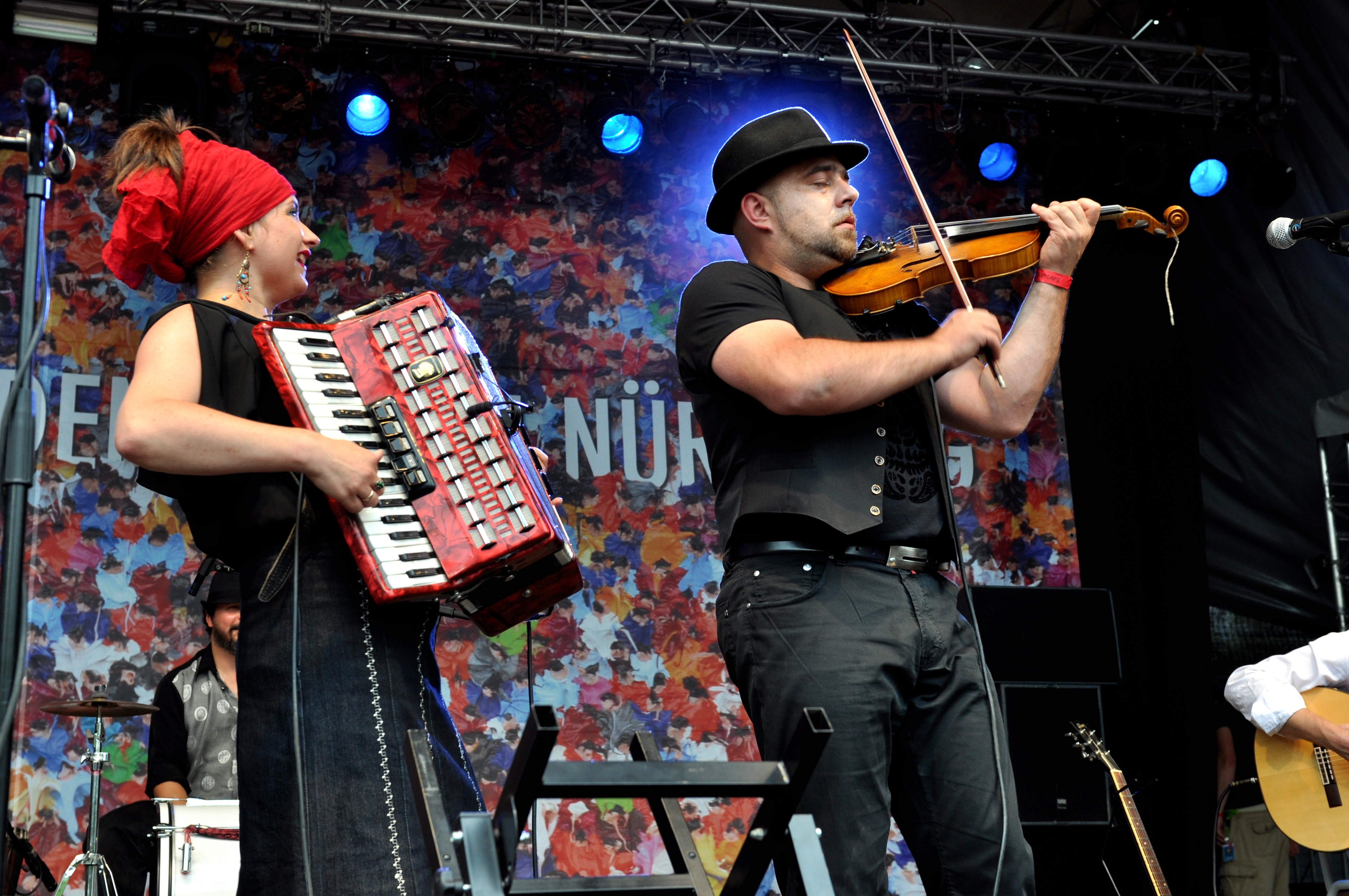
Dikanda beim Bardentreffen 2015 in Nürnberg

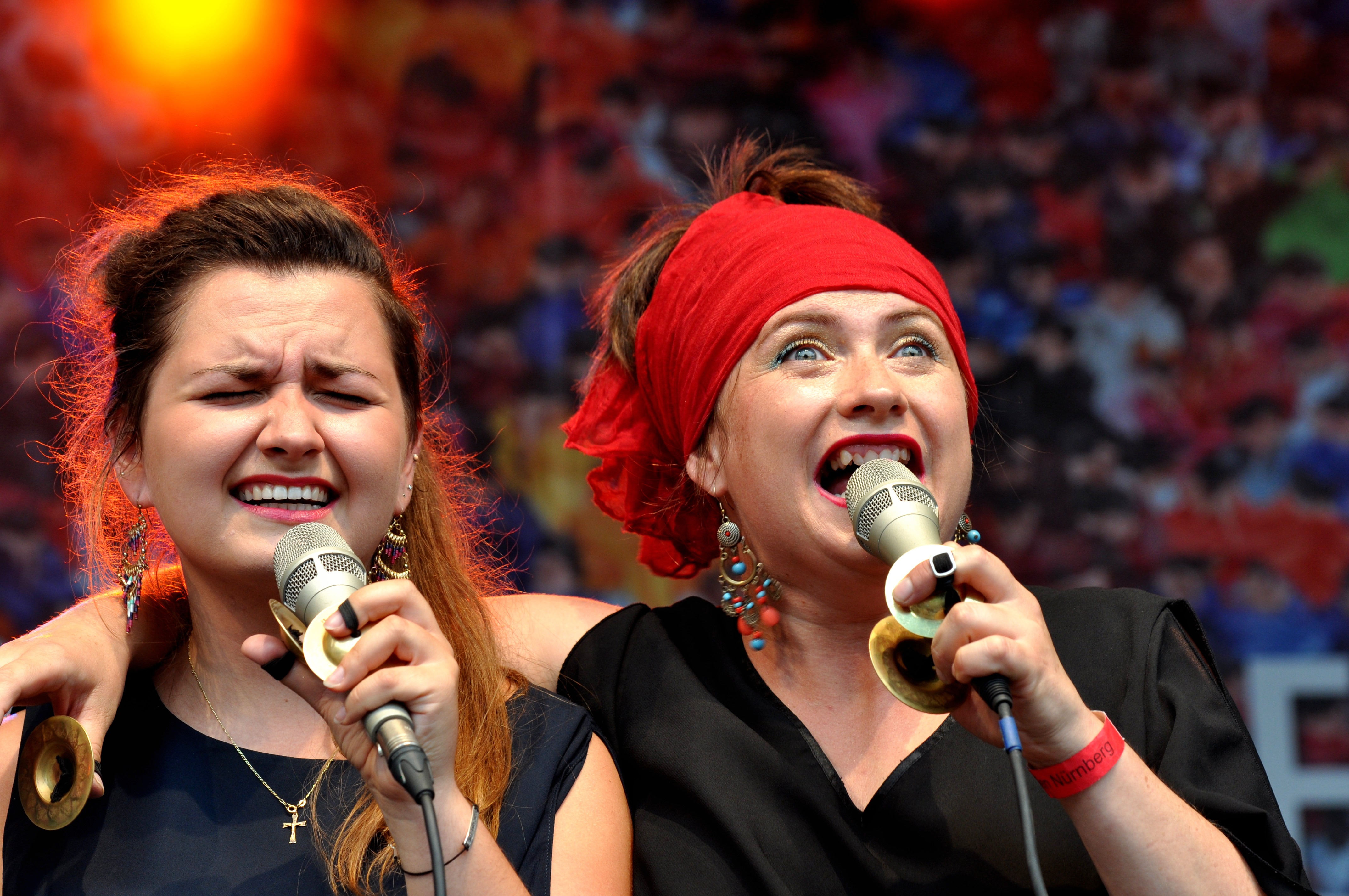
Dikanda beim Bardentreffen 2015 in Nürnberg

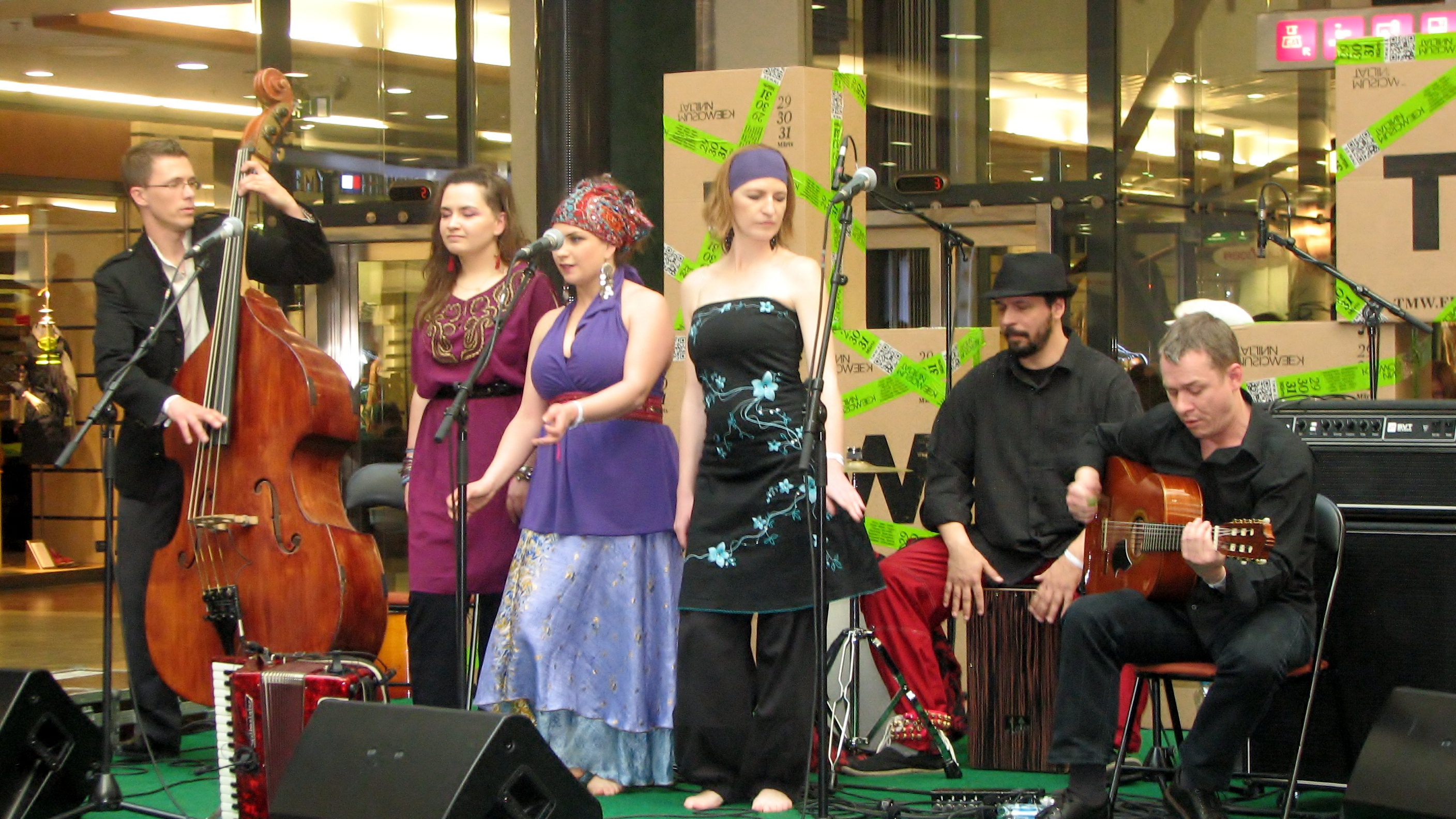
Dikanda (2012)

Dikanda ist eine polnische Folkgruppe, die im Jahre 1997 in Stettin gegründet wurde. Die Musik der Gruppe wird von Volksmusik und der Musik aus verschiedenen Völkern beeinflusst, so zum Beispiel aus Polen, Belarus, Bulgarien und Mazedonien. Ferner gibt es Einflüsse aus dem Jiddischen, von Roma- und kurdischer Musik.
Aus familiären Gründen verließ im August 2014 die Sängerin und Geigerin Kasia Dziubak die Band. Neu für sie dazugekommen sind Andrzej „Fiz“ Jarzabek (Geige, Gesang) und Szymon Bobrowski (Trompete). 

## Zusammensetzung
- Ania Witczak – Gesang, – Akkordeon
- Andrzej „Fiz“ Jarzabek – Geige, Gesang
- Daniel Kaczmarczyk – Perkussions-Instrumente
- Piotr Rejdak – klassische Gitarre
- Grzegorz Kolbrecki – Kontrabass
- Kasia Bogusz – Gesang
- Szymon Bobrowski – Trompete

## Diskografie
- 1999 Muzyka czterech stron wschodu
- 2002 Jakhana Jakhana
- 2004 Usztijo
- 2007 Ajotoro[1]
- 2011 Live
- 2013 Rassi
- 2014 Live in Zakopane
- 2017 Devla Devla

## Auftritte (Auswahl)
- 2001 Montreux Jazz Festival, Montreux, Schweiz
- 2003 Sziget Festival, Budapest
- 2004 Folkherbstfestival, Plauen
- 2011 Haltestelle Woodstock, Küstrin, Polen
- 2015 Bardentreffen, Nürnberg